# Anna Callebaut
Anna Callebaut (Aalst, 11 augustus 1962) is een voormalig Belgisch wielrenster.
Ze eindigde op de derde plaats in de Belgische Nationale Kampioenschappen van de wegraces in 1982 en 1983. Ze eindigde op de tiende plaats in de CN Belgium RR koers. Daarnaast had ze een 18de plaats bij de Wereldkampioenschappen Wegwedstrijd Dames van 1982 te Goodwood.